# Тонкоклювая инезия
Тонкоклювая инезия (лат. Inezia tenuirostris) — вид воробьиных птиц из семейства тиранновых. Возможно, вид следует относить к монотипическому роду. Подвидов не выделяют.

## Распространение
Обитают в Колумбии (пустынные регионы на крайнем северо-востоке страны) и Венесуэле (северо-запад).

## Описание
Длина тела 9 см. Вес 5—6 г. Корона и верхние части тела серовато-оливковые. Клюв иглообразный. Узкое кольцо вокруг глаза, а также «бровь» белые.

## Биология
Питаются насекомыми, а также ягодами и мелкими фруктами. Ищут пищу поодиночке или в парах, изредка присоединяются к смешанным группам кормящихся птиц. Миграций не совершают.

## Охранный статус
МСОП присвоил виду охранный статус LC.